# Stagetus
Stagetus là một chi bọ cánh cứng thuộc họ Ptinidae.